# 文士昂
文士昂（1585年—1648年），字抑之，號台僊，湖廣长沙府攸縣人，明朝政治人物。

## 生平
天啓元年辛酉科舉人，二年（1622年）联捷壬戌科進士。刑部观政，三年授四川华阳县知县，四年本省同考，崇祯元年（1628年）考选，三年授工科给事中，养病。四年復除原职，巡视工程，五年管理皇城四门，又巡视厂库，六年巡视太仓，八年升四川按察司副使，十二年升参政、分守上川東道，十三年考察，降云南右参议、臨沅道。
弘光時授雲南按察使，旋轉左布政使。南京失陷後，又去江西吉安联络萬元吉、楊廷麟、湖广何騰蛟、堵胤錫等人抗清，順治三年（1646年）湖南失守，攜全家隱跡涼江。順治五年被清朝攸縣知縣于穎然逮捕，解送長沙，又押送武昌，八月二十七日在武昌就義。